# Чемпіонат України з настільного тенісу 2019
Чемпіонат України з настільного тенісу 2019 року — особисто-командна першість України з настільного тенісу, що проходила з 27 лютого по 2 березня 2019 року в місті Чернігів (Чернігівська область) під егідою Федерації настільного тенісу України (ФНТУ).
Змагання проходили в спортивному залі СК «Хімік» по вулиці Івана Мазепи, 88, Чернігів, Чернігівська область.

## Переможці
- Командна першість. Чоловіки:

1. Київ (Ярослав Жмуденко, Євген Прищепа, Дмитро Писар, Володимир Лушніков, Богдан Сінкевич).
2. Чернігівська область (Віктор Єфімов, Олександр Бельський, Іван Май), Андрій Гребенюк).
3. Львівська область (Олександр Дідух, Олександр Тимофєєв, Юрій Надольний, Олександр Олеськевич).

- Командна першість. Жінки:

1. Київ (Наталія Алєксєєнко, Ганна Фарландська, Анастасія Димитренко, Валерія Степановська, Вероніка Гуд).
2. Дніпропетровська область (Зоя Новікова, Василиса Кануннікова, Олександра Сова).
3. Київ-2 (Олена Налісниковська, Аліна Куртенко, Ярослава Приходько, Ганна Миклуха, Юлія Ходько).

- Особиста першість. Чоловіки:

1. Лей Коу (Донецьк).
2. Іван Май (Полтава).
3. Віктор Єфімов (Чернігів).

- Особиста першість. Жінки:

1. Соломія Братейко (Жовка).
2. Ганна Гапонова (Харків).
3. Зоя Новікова (Дніпро).

- Парний жіночий розряд:

1. Ганна Гапонова — Тетяна Біленко.
2. Соломія Братейко — Вероніка Гуд.
3. Ганна Фарландська — Анастасія Димитренко.

- Парний чоловічий розряд:

1. Євген Прищепа — Віктор Єфімов.
2. Олександр Тужилін — Олексій Сарматов.
3. Олексій Горбаненко — Олександр Тимофєєв.

- Парний змішаний розряд:

1. Євген Прищепа — Тетяна Біленко.
2. Олександр Дідух — Зоя Новікова.
3. Ярослав Жмуденко — Соломія Братейко.